# 桃井直弘
桃井 直弘（もものい ただひろ）は、南北朝時代越中国の武将（足利氏一門）。

## 生涯
父桃井貞頼の死後、幼少であったことから、兄である桃井直常の三男として育てられた。康安三年（1362年）、直常が加賀、能登へと侵攻した際、石動山天平寺に立て籠もったが、能登守護吉見氏に降伏。その後、応安3年（1370）松倉城陥落の際、討ち死にしたとも、足利義詮の命により許されたとも伝わる。墓所は興国寺。

## 逸話
富山県高岡市の西大寺は、代々住職が桃井氏を名乗り、桃井直常の三男常尊が開闢した寺院で、寺紋は、常尊が直常三男であったことから、三羽の雁としたとされ、直弘は常尊に比定される。
また、直常が右馬権頭であったことから、その養子となった直弘子孫が代々右馬頭を名乗り、室町幕府外様衆桃井右馬頭に列せられた可能性がある。
なお、松山充宏は、直弘と室町幕府二番衆番頭桃井氏との関係についても指摘している。

## 子孫
- 桃井尚直：子、近衛将監。応永三年、越中長沢で討死。
- 桃井常弘：子、加賀介、大善亮。実在は不詳。
- 桃井尚儀：孫、右馬頭。
- 桃井直之：曽孫、右馬頭。
- 日隆： 曽孫、法華宗本門八品派の祖。
- 桃井直詮：幸若舞の創始者。一説に直弘子孫と伝わる。